# Obermettingen
Obermettingen ist eine Gemeinde im Landkreis Waldshut in Baden-Württemberg, die sich am 1. Juli 1972 der Ortschaft Ühlingen anschloss. Nach weiteren Eingemeindungen ist Obermettingen seit 1. Dezember 1975 Ortsteil der Gesamtgemeinde Ühlingen-Birkendorf.
Zusammen mit Endermettingen und Löhningen gehörte auch Untermettingen bis zur Eingemeindung nach Ühlingen-Birkendorf zur selbständigen Gemeinde Obermettingen. „Ober-, Unter- und Endermettingen führten in frühester Zeit den gemeinsamen Namen Mettingen, d.h., ‚bei den Angehörigen des Metto.‘“
In Obermettingen wurde 1921 durch „Professor Heck von Waldshut“ eine römische Hofanlage (Villa Rustica) am Rabberg aufgedeckt und auch „das Vorhandensein alemannischer Reihengräber deuten das hohe Alter von Mettingen an.“ Reihengräber sind der Zeitphase vom 5. bis zum 8. Jahrhundert zuzuordnen.

## Lage
Obermettingen – der ehemalige Hauptort der Mettingen-Siedlungen – liegt östlich am Rande des Steinatals an der Straße von Ühlingen nach Stühlingen, zugehörig ist die Steinamühle (Mahlmühle und Säge). Tourismus: Ferien auf dem Bauernhof und Campingplatz „Stockenmühle“ an der Steina.

## Aktivitäten 2021
Die Corona-Pandemie prägte das Dorfleben, da fast alle Veranstaltungen der Vereine und auch das Jubiläumsbauwagenfest der Jugend ausfielen. Einzig die Trachtenkapelle Obermettingen lud im Sommer „auf die Dorfwiese zu einem ‚Picknickkonzert‘ ein.“
Auf Initiativen im Dorf hingegen – getragen vom Ortschaftsrat – wurde in der Ortsmitte ein Löschwasserspeicher mit einem Fassungsvermögen von 170 Kubikmetern eingerichtet, es wurden Teile des Spielplatzes mit dem Wassertretbecken saniert und Patenschaften für Pflege und Wartung von Sitzbänken auf zwei Rundwanderwegen vergeben. 16 neue Bäume wurden auf den den Ort umgebenden Obstbaumwiesen gepflanzt.
Ortsvorsteher von Obermettingen ist Norbert Ebi.

### Verluste an Einrichtungen
Nach dem Tod des Wirtes des Gasthauses Hirschen im September 2021 blieb die einzige Wirtschaft im Ort geschlossen. „Nach 186 Jahren schließt [im März 2022] das Sägewerk, gegründet 1835 von Fidel Preiser, zuletzt betrieben von Klaus Preiser. Und damit gehört die letzte von acht Sägen im Steinatal der Vergangenheit an.“
„Derzeit hat Obermettingen 242 Einwohner. […] Zwei Geburten waren 2021 zu verzeichnen. Ihnen standen zwei Sterbefälle gegenüber.“

## Geschichte

### Bronzezeit
„Großholz/Mettinger Acker: In einem ausgedehnten Forst auf der kuppigen Muschelkalkhochfläche nordwestlich des Ortes liegt beiderseits der Gemarkungsgrenze gegen Mauchen ein ausgedehntes Gräberfeld vermutlich der mittleren Bronzezeit, das mindestens 35 Steinhügel umfasst. […] Großholz: Ein weiteres Steinhügelfeld liegt im Südteil desselben Forstes zwischen der Straße Obermettingen-Bettmaringen und einem in Höhe von Punkt 702,3 m nach Westen abzweigenden Waldweges.“

### Römer, Alamannen und Franken
Der erwähnte römische Gutshof belegt – im Zusammenhang mit der großen Landvilla Breitwiesen bei Ühlingen – die Erschließung der Region durch die römischen Eroberer im 1. bis 3. Jahrhunderts nach Christus. Hans Matt-Willmatt schreibt auch von einer Römerstraße, die einst über Endermettingen und die Obermettinger Höhe nach Bonndorf führte.

Ostfrankenreich nach 843 mit Alamannien

Da die antiken Steinbauten in fränkischer Zeit abgetragen und neu verwendet wurden – die Alamannen mieden diese Orte – erstand die bedeutendste Siedlung schließlich am Ort des heutigen Obermettingen und auch die urkundliche Ersterwähnung datiert mit 855 aus dem Zeitraum der Formierungsphase des Ostfrankenreichs. Ursprünglich werden die drei Mettinger Orte aus drei Einzelhöfen bestanden haben, die zur Sippe des Gründers Metto aus der alamannischen Besiedlungsphase ab dem 5. Jahrhundert stammten.
„871 schenkt ein Wolf von Mettingen seine Güter dem Kloster Rheinau. Auch Riedern hatte hier Besitz.“ Die vielfach in diesem Zeitraum dokumentierten Schenkungen in der Region an Rheinau waren ein politischer Akt, mit dem kleine Adelige ihr Gut vor dem Zugriff der in den zentralisierten Frankenstaaten mächtigen Familien des 843 neu gebildeten Ostfrankenreichs bewahren wollten.

### Spätmittelalter und Neuzeit
Auch „die Pfarrei Mettingen ist sehr alt“, sie wird erstmals 1275 erwähnt und sie trägt noch 1457 den Namen Mettingen, urkundlich erwähnt durch „das Vorschlagsrecht“, das die Herren von Ofteringen besaßen: „Johannes Nueferlin wurde durch den Waffenträger Heinrich von Ofteringen auf die Pfarrkirche von Mettingen präsentiert.“ Später war Obermettingen Filiale der Pfarrei Untermettingen. Dieser Wandel in der Bedeutung der Ortschaften wird seinen Grund in der Dominanz der Verkehrsverbindung von Tiengen nach Ühlingen besessen haben.
Eine örtliche Adelsfamilie ist 1295 mit „Ruodolfus de Mettingen“ urkundlich fassbar. 1375 ‚vergabte‘ Arnold von Mettingen ein Gut in Obermettingen an das Frauenkloster Riedern am Wald.
Die Dreiteilung der Orte wird mit einer Nennung von Obermettingen 1287 erwähnt, dann zu Nidren Mettingen 1337. Von Endermettingen erstmals „1448 ‚Ze Mettingen in dem emern dorff‘ bzw. 1488 von dem wyler Endermettingen“. Diese Trennung des Namens hing mit verschiedenen, jeweils die Siedlungen dominierenden Besitzern zusammen. Nach einer Reihe von Besitzwechseln im 14. bis 16. Jahrhundert kam auch Obermettingen an die Grafen von Lupfen und damit später an die Landgrafschaft Stühlingen, deren Erbe 1610 Maximilian von Pappenheim übernahm; 1639 dominierten die Fürstenberger Grafen bis 1806.
In der Ortsmitte befindet sich heute eine dem Heiligen St. Laurentius gewidmete Kirche. „Nach einem Großbrand 1826 wurde das Gotteshaus 1829-32 wieder aufgebaut. Die Kirchenglocke aus dem Jahr 1844 goss Glockengießer Columban Schnitzer aus Birkendorf.“ „Das Geläut wurde wegen Mängeln an der Tragwerkskonstruktion eingestellt.“

### 20. Jahrhundert
Wappen: In Gold innerhalb eines silber-blauen Wolkenbordes ein blauer Wellenbalken. […] Der Wellenbalken weist hier auf die Lage an der Steina, der Wolkenbord auf die einstige fürstenbergische Landeshoheit. […] Das vom Generallandesarchiv vorgeschlagene Wappen war seit 1907 geführt worden.
Im Ersten Weltkrieg hatte Endermettingen 9, Untermettingen und Obermettingen je 7 Todesopfer. Nach Matt-Willmatt forderte der Krieg von Obermettingen 9 Gefallene und 1 Vermissten, der Zweite Weltkrieg 19 Gefallene und 8 Vermisste.